# Lixfeld (hessisches Uradelsgeschlecht)

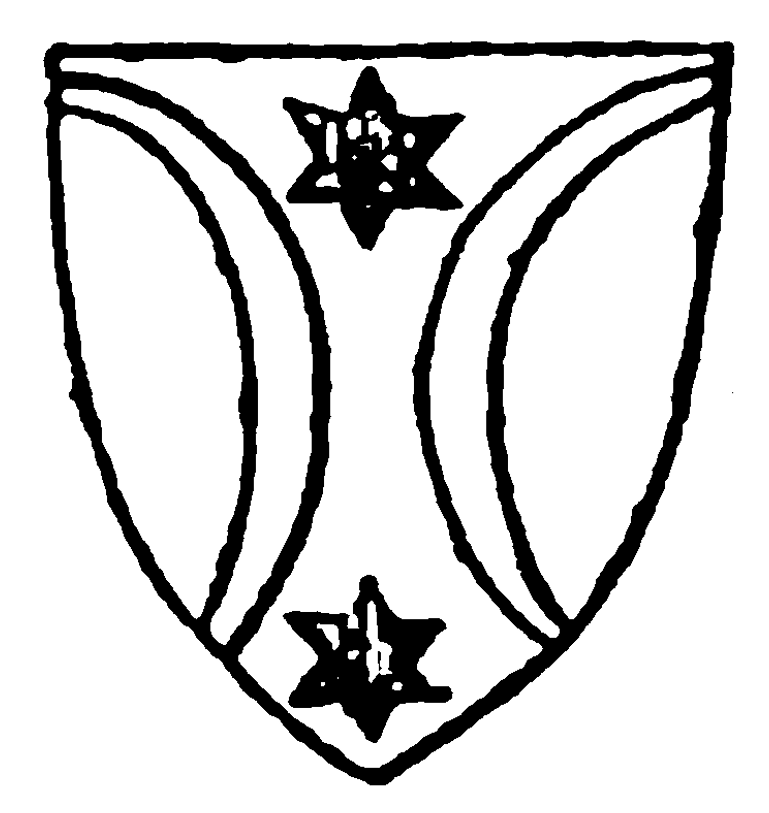
Wappen derer von Lixfeld nach Siegelabdrücken des 14. Jahrhunderts

Wappen von Lixfeld (basierend auf dem Wappen derer von Lixfeld)

Lixfeld (auch Lixfeldt, Litzfeldt o. ä.) ist der Name eines erloschenen hessischen Uradelsgeschlechts.
Die Familie ist zu unterscheiden von zwei gleichnamigen, aber wappenverschiedenen Geschlechtern, dem westfälischen Uradelsgeschlecht Lixfeld und dem westfälischen Briefadelsgeschlecht Lixfeld. Eine Stammesverwandtschaft zwischen dem hessischen und dem westfälischen Uradelsgeschlecht ist urkundlich zwar nicht belegt, wird aber für wahrscheinlich gehalten.

## Geschichte
Das Geschlecht hatte seinen namensgebenden Stammsitz in Lixfeld, heute ein Ortsteil der Gemeinde Angelburg im mittelhessischen Landkreis Marburg-Biedenkopf. Die erste urkundliche Erwähnung stammt vom 2. Januar 1346. Der Knappe Eberhard von Litzfeld und dessen Söhne Anselm, Ludwig und Gerlach einigten sich mit dem Ritter Wernher Doring und dessen Söhnen, den Knappen Craft, Johann und Godebert, in ihrem Gericht Lixfeld als gute Ganerben friedlich miteinander zu leben, und, wenn sie das Gericht teilen würden, diese Teile wieder zusammen werfen zu wollen. Am 25. Juli 1378 versetzten Johann von Hohenfels und seine Gattin Jutte ihren Anteil des Gerichts zu Lixfeld und ihren Zehnten zu Simmersbach an Ellung von Lixfeld und dessen Gattin Catherine. Am 31. Dezember 1380 bekundete Johann Rump von Hohenfels urkundlich, dass er Ellung von Lixfeld zehn Goldgulden schuldete. Im Jahr 1393 gelobte Knappe Denhard von Lixfeld, Sohn des Eberhard von Lixfeld, nicht wider den Grafen von Otto von Solms und dessen Bruder Johann zu handeln. Derselbe Denhard von Lixfeld und seine Frau Else versetzten am 23. Mai 1394 ihre Rechte an Leuten und Gütern im Gericht Lixfeld und Breidenbach, wie sie Denhard von seinem Vater und Bruder geerbt hatte. 1455 wurden die Brüder Gerlach, Denhard und Henne, Söhne des Denhard von Lixfeld, von Sayn-Wittgenstein mit dem Zentgericht zu Lixfeld belehnt. Kurz darauf scheint die Familie ausgestorben zu sein.

## Wappen
Blasonierung: Durch zwei nach innen ausgebauchte Halbmonde dreigeteilt. Im Mittelstück oben und unten je ein Stern.
Der Ort Lixfeld nahm das Wappen derer von Lixfeld als Gemeindewappen an.